# Sigrada d'Alsazia
Sigrada d'Alsazia (... – Soissons, 679) è stata una nobildonna franca, venerata come santa dalla chiesa cattolica e quella ortodossa.

## Biografia
L'agiografia di Sigrada non menziona il luogo in cui la santa nacque, tuttavia gli autori dell'epoca si riferiscono a lei come una nobildonna proveniente dall'Alsazia. Ella era nata all'interno di una famiglia aristocratica gallo-romana di Autun: i Syagrii. Aveva un fratello di nome Didone, il quale diventò vescovo di Poitiers e sposò il conte di Parigi Bodilon di Treviri e Poitiers, col quale generò sei figli, tra i quali i due più importanti furono Guerino, capostipite della famiglia dei Guideschi, e Leodegario.
Sigrada riuscì a inserire il figlio Guerino presso la corte di Clotario II, mentre mandò Leodegario a vivere insieme al fratello Didone, il quale divenne il suo precettore. Leodegario riuscì a scalare rapidamente la gerarchia ecclesiastica, diventando presto arcidiacono e successivamente sacerdote. Durante questo periodo, quest'ultimo scrisse diversi scritti al fine di riformare le regole dell'ordine benedettino e si inserì inoltre anche negli ambienti di corte, entrando all'interno della complessa politica merovingia. Le posizioni politiche progressiste proposte da Leodegario furono usate dal nobile e rivale Ebroino per scacciarlo da corte e infine uccidere lui e i membri della sua famiglia. Sigrada fu infatti costretta a rinchiudersi nel monastero di Nostra Signora di Soissons dallo stesso Ebroino, il quale si narra le comunicasse quotidianamente le torture che infliggeva ai figli. Poco dopo che anche il figlio Guerino fu ucciso, Sigrada si spense nel 679.

## Discendenza
Sigrada d'Alsazia sposò Bodilon di Treviri e Poitiers, figlio di Ansound di Treviri (574-?). Dalla loro unione nacquero sei figli:
- San Guerino, conte di Poitiers;
- Adele di Treviri, badessa di Pfalzel;
- Emnechilde, sposa di Sigeberto III e regina dei Burgundi;
- San Leodegario, vescovo di Autun;
- Didone, vescovo di Poitiers;
- Adelaide di Thurgau.